# To All Tha Dreamers
《To All Tha Dreamers》是日本3人流行音樂音樂組合SOUL'd OUT的第8張單曲。2005年1月1日由Sony Music Entertainment發行。此外這裡也記述SOUL'd OUT的同名專輯。
發行時名稱應該是『To All The Dreamers』，但確定正式的名稱是『To All Tha Dreamers』，所以並非誤植。

## 單曲

### 概要
單曲《To All Tha Dreamers》是SOUL'd OUT在2005年2月發行同名專輯之前，提前在元旦先行發售的單曲。

### 收錄歌曲
所有歌曲由Diggy-MO'、Bro.Hi作詞，Diggy-MO'、Shinnnosuke作曲，Shinnnosuke編曲。
1. To All Tha Dreamers
2. To All My Dearests
  - 與同名專輯《To All Tha Dreamers》同一時間進行製作[1]。

## 專輯
《To All Tha Dreamers》是日本3人流行音樂音樂組合SOUL'd OUT的第2張專輯。2005年2月2日由Sony Music Entertainment發行。

### 解說
專輯《To All Tha Dreamers》是SOUL'd OUT自從他們的上一張專輯以來，睽違1年半發行的最新專輯，至於專輯名稱與稍早1個月前發行的單曲『To All Tha Dreamers』相同。
SOUL'd OUT表示此專輯的實際錄製時間是在2004年夏天開始進行。並以"Planet Earth, Your Network"作為主題。收錄的歌曲數量總共有22首，並分成5張單曲收錄。但此專輯是將5張單曲的集結在同一張專輯收錄的關係，還包含收錄了間奏曲類型的歌曲，因此會有難以辨識的狀況。SOUL'd OUT的成員Shinnosuke他說在錄製此專輯時表示就本來就不想將所有的單曲就這樣直接放在同一張專輯裡。
另外，此專輯收錄的第14首歌曲「CLONE AS A FUNNY CREATURE PREACHER」則邀請了吉他手葛城哲哉參加，至於SOUL'd OUT會邀請葛城他參加是透過熟人介紹才一起合作的。然而到了相約好要進行錄製的日子時，卻與葛城他的個人活動行程重疊而無法參加，不過雙方後來再見面的時候，葛城卻對該歌曲表示讚揚。
還有，此專輯曾在發行之後的首週於Oricon專輯公信榜初次亮相時獲得第2名的最高排名成績。

### 收錄歌曲
1. Introduction : Message from...
2. STARDUST
3. 1,000,000 MONSTERS ATTACK（日语：1,000,000 MONSTERS ATTACK）
4. - 美國流行音樂歌手路德·范德魯斯「She's A Super Lady」的取樣歌曲
5. Interlude：Like the bird, Like the clouds
6. To All Tha Dreamers
7. Diggy Diggy Diggy Pt.III feat.DJ Mass
8. Interlude：
9. Magenta Magenta（日语：Magenta Magenta）
10. Interlude : Pranet Earth, Your Network
11. THERAPY
12. Parasite Paradise Lonesome feat.HAMMER
13. Interlude : Tribal Program
14. CLONE AS A FUNNY CREATURE PREACHER
  - 英國重金屬搖滾樂團深紫「興風者」的取樣歌曲
15. The Show
美國饒舌歌手Doug E. Fresh（英语：Doug E. Fresh）「The Show」的翻唱歌曲
16. EDGE
Bro.Hi加入SOUL'd OUT時的首張獨唱歌曲。由Shinnosuke以Bro.Hi他最喜愛的曲目進行製作[3]。
17. 告白 feat.TSUYOSHI（日语：TSUYOSHI (歌手)）
  - 出道前製作歌曲。
18. W.W.W
19. Interlude : I met you
20. BLUES（日语：BLUES (SOUL'd OUTの曲)）
21. Love, Peace & Soul（日语：Love, Peace & Soul）
22. Love, Peace & Dream

## 樂曲

### 商業主打
To All Tha Dreamers
東京電視台電視動畫《烘焙王》片頭主題曲第13話－第29話片尾主題曲。並搭配同名動畫登場的主要人物松代健在舞台上拌著音樂跳舞的3D動畫。

### 收錄專輯
- 『To All Tha Dreamers』（#1，有收錄但未記載）
- 『Movies&Remixies 2（日语：Movies&Remixies 2）』（#1）
- 『Single Collection（日语：Single Collection (SOUL'd OUTのアルバム)）』（#1）
- 『Flip Side Collection（日语：Flip Side Collection）』（#2）

## 腳註

### 來源
1. 1 2 3  . excite music（音樂）.   [2016-06-17]. （原始内容存档于2008-05-05） （日语）.
2. ↑  . excite music（音樂）.   [2016-06-17]. （原始内容存档于2008-04-22） （日语）.
3. ↑  . excite music（音樂）.   [2016-06-17]. （原始内容存档于2008-04-23） （日语）.